# Fritz Oswald Bilse

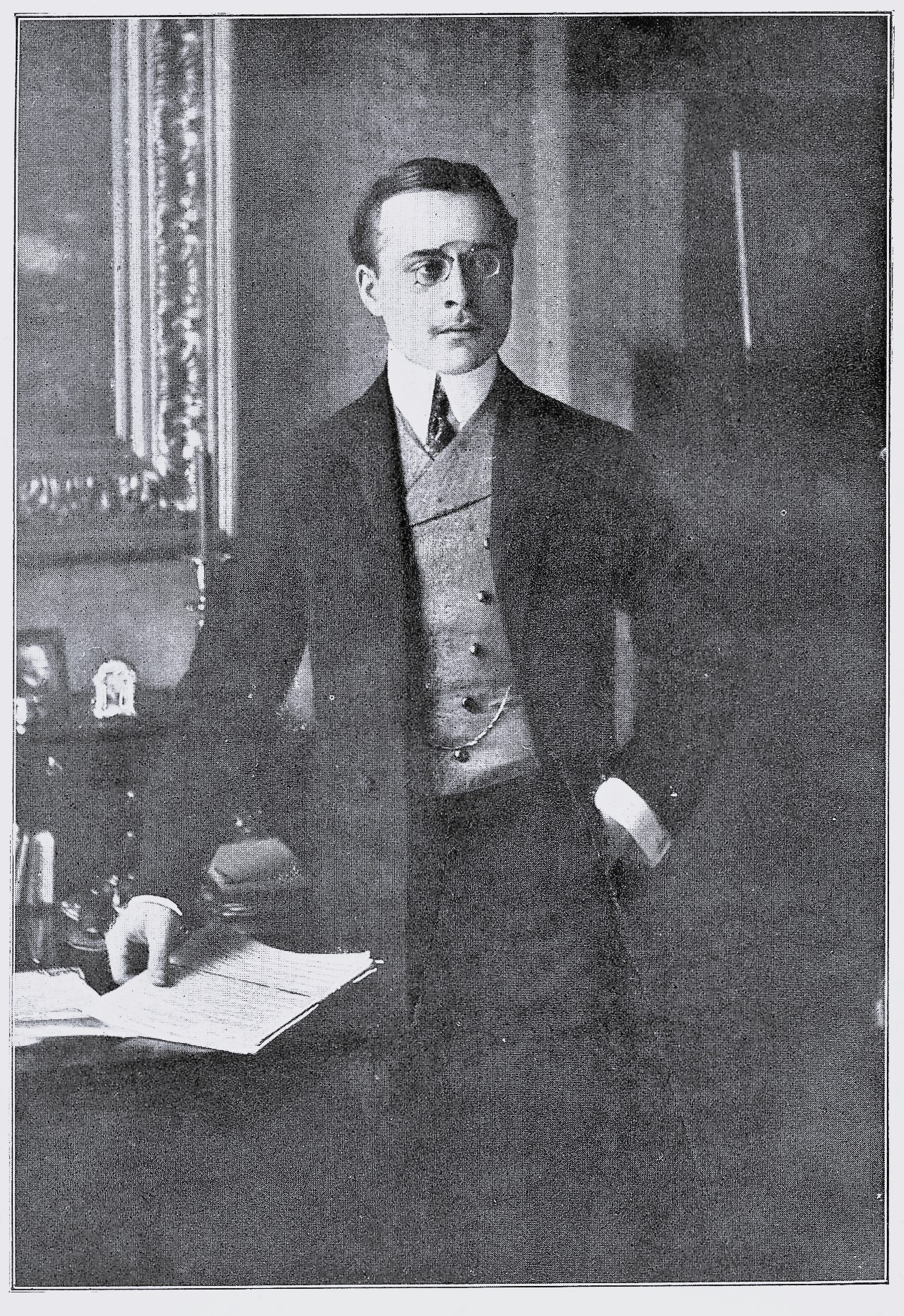
Fritz Oswald Bilse, um 1905

Fritz Oswald Bilse (* 31. März 1878 in Kirn, Rheinprovinz; † 30. August 1951 in Eberswalde, Brandenburg) war ein deutscher Schriftsteller und Leutnant im preußischen Heer. Er schrieb auch unter den Pseudonymen Fritz von der Kyrburg und Fritz Wernthal. Er wurde 1903 mit dem militärkritischen Roman Aus einer kleinen Garnison berühmt.

## Leben

### Frühe Jahre
Karl August Bilse, der Vater von Fritz Oswald Bilse, war Lehrer am Kirner Piaristenkolleg, dem Vorläufer des heutigen Gymnasiums. Zu seinen Vorfahren gehört auch der Kapellmeister Benjamin Bilse. Im Alter von zwölf Jahren zog Bilse nach Eisenach. Nach dem Abitur trat er 1896 in das Hessische Train-Bataillon Nr. 11 der Preußischen Armee in Kassel ein und wurde dort 1898 Offizier. 1901 verließ er aus unbekannten Gründen die Armee, doch bereits im folgenden Jahr findet sich sein Name im Offizierskorps des Train-Bataillons Nr. 16 in Forbach (Lothringen) wieder. Schlagartig bekannt wurde Bilse, als er, zunächst unter dem Pseudonym „Fritz von der Kyrburg“ (nach dem Wahrzeichen seiner Heimatstadt), den Roman Aus einer kleinen Garnison. Ein militärisches Zeitbild (1903) veröffentlichte.

### Aus einer kleinen Garnison

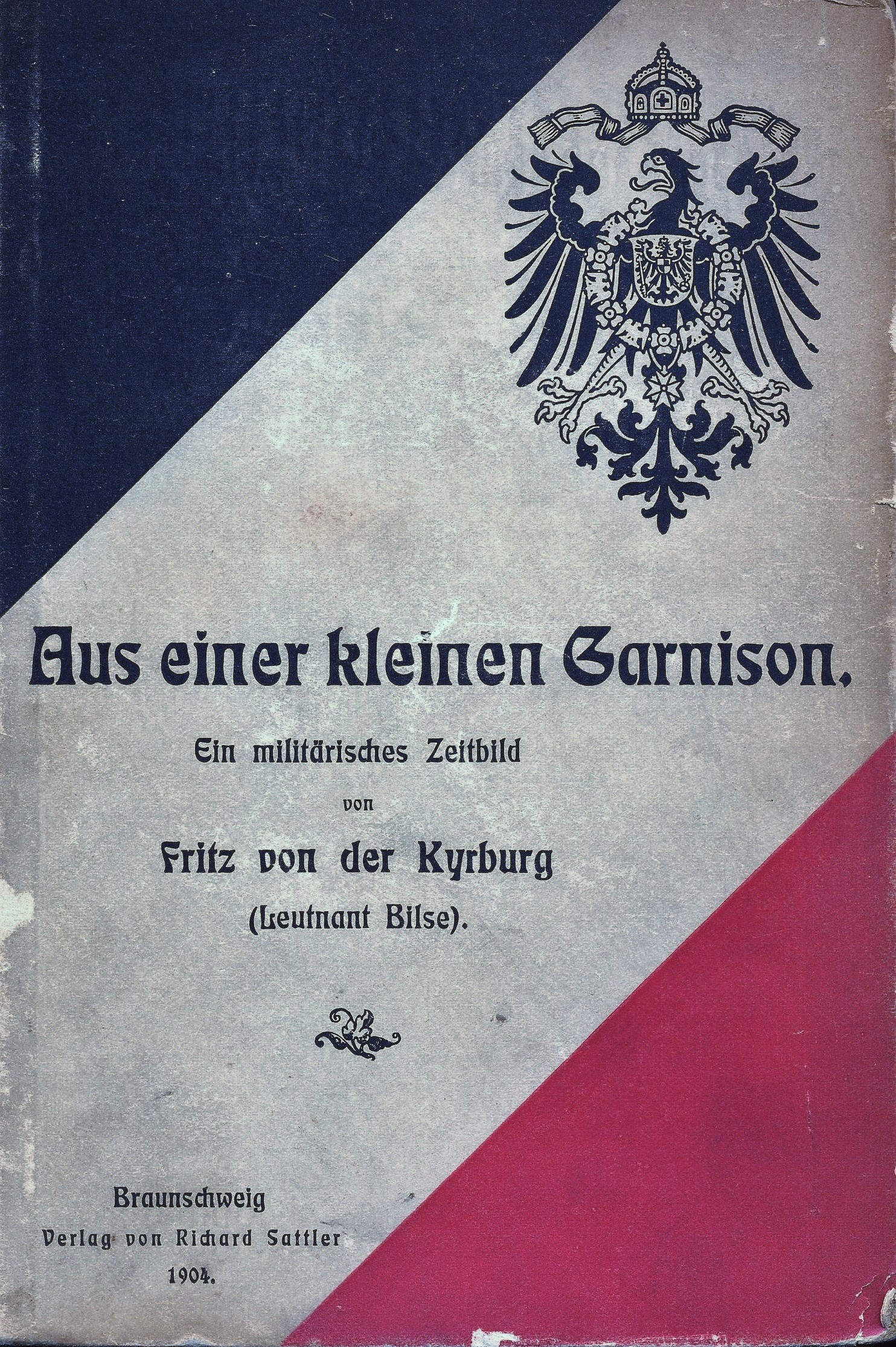
Umschlag von Aus einer kleinen Garnison in der Ausgabe von 1904

Der Roman, in dem Leutnant Bilse die Sitten der Garnison und des preußisch-deutschen Militärs aufs Korn nimmt, wurde zu einem Skandalerfolg. Bilses militärischer Werdegang ist für die Entstehung des Buches von unmittelbarer Bedeutung. Zu seinen Vorgesetzten wie zu seinen Kameraden entwickelte Bilse zumeist kein gutes Verhältnis: „Der nachdenkliche junge Mann wird zum Kritiker der Armee. Statt ein Glied des Offizierskorps zu werden, gerät er in die Rolle eines distanzierten Beobachters. Er findet in seinem Kompaniechef einen väterlichen Freund, mit dem er Gedanken zur Reform der Armee erörtern kann. Seinem Kommandeur versagt er aber offen die Achtung und zieht sich eine Reihe von Disziplinarstrafen zu.“ Während einer vorläufigen Dienstenthebung im Jahr 1902 entstand auch der Roman Aus einer kleinen Garnison.
Bilses Kritik an einem „in Intrigen und Sittenlosigkeit verkommenen Offizierskorps“ war allerdings so scharf und Ort und Figuren so wenig verschlüsselt, dass mehrere der sich in ihrer Ehre verletzt fühlenden Offiziere einen Prozess gegen ihn vor dem Militärgericht anstrengten, der vom 9. bis zum 13. November 1903 in Metz stattfand. Bilse wurde der Beleidigung seiner Vorgesetzten und anderer ranghoher Offiziere für schuldig befunden, unehrenhaft aus der Armee entlassen und zu sechs Monaten Haft verurteilt. Sein Roman sollte „aus dem Verkehr gezogen, die Druckstöcke vernichtet werden“. Das Verbot scheint aber nicht von Dauer gewesen zu sein, denn schon 1904 erschien in Braunschweig das 150. Tausend des Buches.
Die Offenlegung erschreckender Missstände in der Armee wurde im Reichstag diskutiert, selbst der Kaiser reagierte mit einem geheimen Erlass „an alle kommandierenden Generäle mit dem Auftrag, ihre Aufmerksamkeit auf Zustände, wie Bilse sie schilderte, in ihren Verbänden zu achten und mit noch größerem Eifer über Moral und Disziplin in ihrer Truppe zu wachen“.
Bilse war schlagartig berühmt geworden: Er galt fortan als enfant terrible der deutschen Armee; der Roman wurde im Ausland, zunächst insbesondere in Frankreich – versehen mit dem Vermerk „interdit en Allemagne“ – hoch gehandelt; eine französische Übersetzung erschien bald. Bereits 1904 erschien auch eine englische Übersetzung mit einem Protokoll des Prozesses im Anhang sowie mit einer Einleitung und einem Vorwort, in welchem der deutsch-amerikanische Schriftsteller Theodore Dreiser Bilse als großen Realisten lobte. Noch früher als diese von Bilse autorisierte Übersetzung erschien in New York eine von Wolf von Schierbrand besorgte englischsprachige Fassung, in welcher einige der skandalösesten Stellen gestrichen wurden. In einem Vorwort zur vierten Auflage der autorisierten englischen Ausgabe (1909 erschienen, auf Juli 1904 datiert) kritisierte Bilse diese Entstellungen und rief gleichzeitig nach einer Militärallianz zwischen Deutschland und England; dieses Land bewunderte er nicht zuletzt aufgrund seiner Tradition der freien Meinungsäußerung. Übersetzt wurde der Roman außerdem u. a. ins Russische.
Aus einer kleinen Garnison fand zahlreiche Nachahmer, rief neben den satirischen Trittbrettfahrern aber auch einige literarische Verteidiger des Militärs auf den Plan. Die Resonanz bei der Presse war im In- und Ausland groß; die deutsche Presse nahm Bilses Kritik an der Kultur des Offizierskorps durchaus ernst, während der Roman in Großbritannien nicht zuletzt als Warnung vor einem vermeintlich erstarkenden deutschen Militarismus verstanden wurde. Indessen wird die literarische Qualität des Romans heute gering eingeschätzt, vor allem weil Bilses nicht immer erfolgreiche Satire auf Kosten der Struktur wie auch der Charakterzeichnung gegangen ist.
Thomas Mann bezog sich auf Bilse und seinen Roman, als er sich in seiner Heimatstadt Lübeck einem „Preßprozeß“ ausgesetzt sah, dessen Gegenstand der Roman Buddenbrooks. Verfall einer Familie war. In seinem Aufsatz „Bilse und ich“ (1906) verteidigte Mann das Recht des Schriftstellers, lebende Personen künstlerisch auszugestalten, was ihm von manchen Bürgern Lübecks verübelt worden war. Dabei legte Mann allerdings Wert auf die Unterscheidung zwischen „Frechheit und Freiheit“. Mann berichtete ferner, einer seiner Ankläger habe die Buddenbrooks als „Bilse-Roman“ bezeichnet, ein Begriff, der daraufhin für Schlüsselromane geläufig wurde.

### Nach dem Prozess
Seine militärische Laufbahn musste Bilse aufgeben. Er studierte Landwirtschaft und nannte sich schließlich „akademischer Landwirt und Schriftsteller [...]. Als seine Liebhabereien werden Malerei und Musik genannt, sein Spezialgebiet sei auswärtige Politik.“ 1907 heiratete er.
Auch die neue Karriere als Schriftsteller setzte Bilse zunächst fort, u. a. auch als Dramatiker im Stil des Naturalismus, doch seine späteren Schriften reichten an den Erfolg seines Erstlings nicht heran. Bemerkenswert allerdings ist die vorübergehende Wiederaufnahme seiner schriftstellerischen Tätigkeit, nach fünfzehnjähriger Unterbrechung, in den 1920er Jahren, die wiederum einen politischen Hintergrund hatte. So erschienen binnen zweier Jahre Gottes Mühlen. Roman aus einer großen Nation (1924) und der vorgebliche „Negerroman“ Die schwarze Welle (1925). In jenem zeichnet Bilse das Bild eines korrupten und verkommenen Frankreich; dieser zeugt von Ressentiment gegen den Friedensvertrag von Versailles, insbesondere gegen eine seiner Folgen, die Stationierung schwarzafrikanischer Besatzungstruppen in französischer Uniform in Deutschland. Außerdem war Bilse zeitweilig Herausgeber der der Bündischen Jugend zugerechneten Zeitschrift Deutsche Heimat. Bilse war zu dieser Zeit Mitglied der Deutschnationalen Volkspartei.
Nach der Haftentlassung lebte Bilse im Laufe der Jahre u. a. in Paris und London, bewirtschaftete dann das Gut Frabertsham in Oberbayern, lebte später in München und zuletzt in Ziethendorf bei Groß-Ziethen. 1946 wurde er für die CDU in den brandenburgischen Landtag gewählt und saß außerdem im Kreistag des Landkreises Angermünde. Näheres ist über seine letzten Jahre nicht bekannt.
In Erinnerung geblieben ist Bilse als Gegenstand des Mannschen Essays und allgemein als Musterbeispiel für die Frage, wie Schriftsteller lebende Personen literarisch darstellen dürfen. Wenn es um den Vorwurf einer Verletzung von Persönlichkeitsrechten in literarischen Werken geht, gilt der Fall Bilse bis heute als exemplarisch. So wurden zuletzt im langjährigen Streit um den gerichtlich verbotenen Roman Esra von Maxim Biller (2003) wieder Vergleiche mit dem Prozess um Bilse gezogen.

## Werke
- Zwei Militär-Humoresken. Der Alarm. Ein glücklicher Reinfall, 1903.
- Aus einer kleinen Garnison. Ein militärisches Zeitbild. Roman, 1903.
- Aus einer kleinen Garnison. Ein militärisches Zeitbild. Amerikanische Ausgabe, Schmidt, New York, Brooklyn und Chicago 1904 (Digitalisat)
- Das blaue Schloß. Roman in einem Vorkapitel und zwei Büchern. 1904.
- Wahrheit. Schauspiel, 1904.
- Fallobst. Schauspiel, 1905-
- Lieb’ Vaterland. Roman aus dem Soldatenleben. 1905.
- Die große Schlacht. Schauspiel, 1906.
- Stille Wege. Roman, 1907.
- Verklärung. Roman, 1909.
- Die Technik des Romans. 1909.
- Gottes Mühlen. Roman aus einer großen Nation. 1924.
- Die schwarze Welle. Ein Negerroman von Afim Assanga, bearbeitet und herausgegeben von Fritz Oswald Bilse. 1925.
- Wie kann der Bauer die jetzigen und kommenden schweren Zeiten überstehen und ohne besondere Mehrkosten seine Erträge verdoppeln? : Praktische Ratschläge für den Bauernstand. 1928.

### Übersetzungen
- mit Wolf von Schierbrand: A Little garrison. A realistic novel of German Army life of to-day. F. A. Stokes, New York 1904 (Digitalisat)
- Petite Garnison: Lieutenant [Fritz] O[swald] Bilse. Roman de moeurs militaires, Libr. populaire universelle, Paris 1904.